# Pholeomyia quadrifasciata
Pholeomyia quadrifasciata är en tvåvingeart som beskrevs av Friedrich Georg Hendel 1932. Pholeomyia quadrifasciata ingår i släktet Pholeomyia och familjen sprickflugor.
Artens utbredningsområde är Bolivia. Inga underarter finns listade i Catalogue of Life.